# Réïm

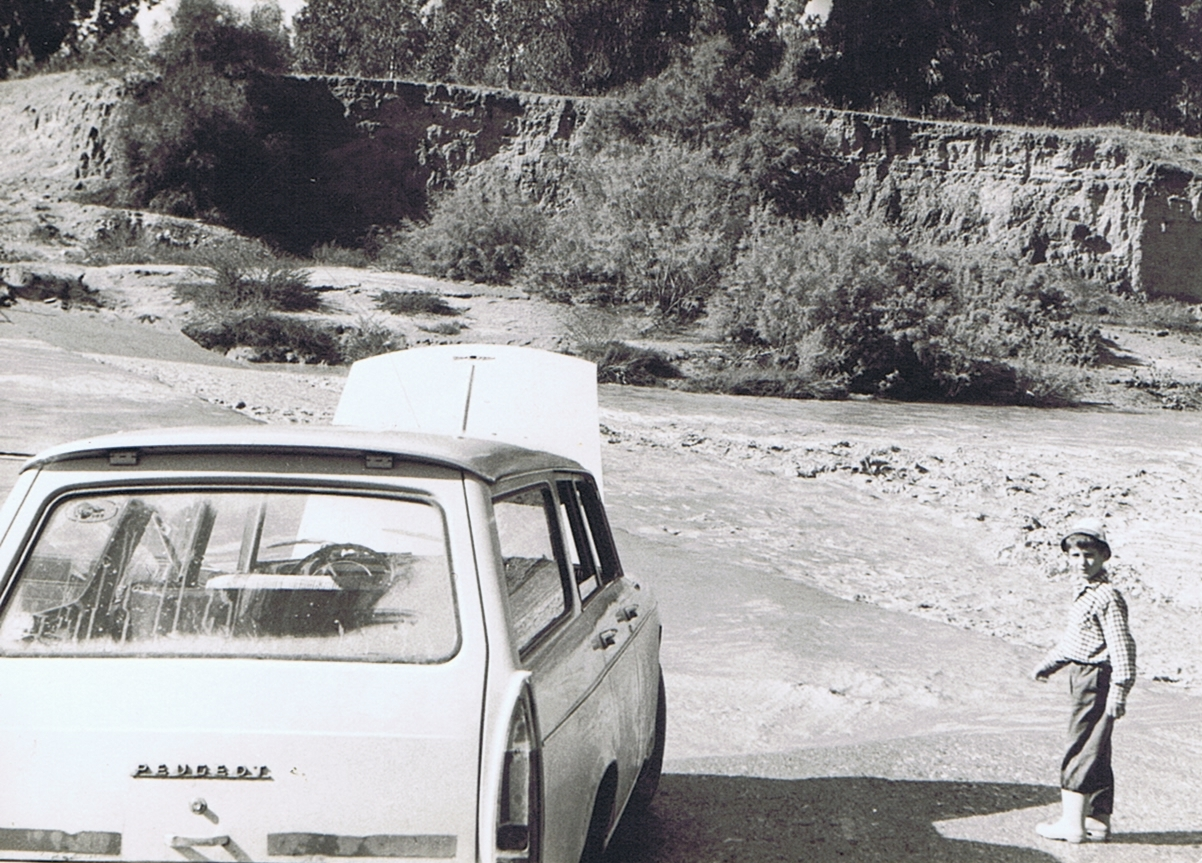
le pont de Réïm inondé sur la rivière Bésor (années 1970)

Réïm (Compagnons) est un kibboutz du Néguev occidental situé dans le Hevel Eshkol. Il dépend du conseil régional d'Eshkol.
Il est rattaché au mouvement kibboutz. Il a été créé dès 1949 par des membres du Palmah.
L'origine de son nom vient du Tel Gamma situé à l'ouest du kibboutz et dont le nom arabe est Tel Aldjama (tel de la compagnie).
Son activité est basée sur l'agriculture (les vergers, la ferme et les poulailler) en coopération avec d'autres kibboutzim.

Dans le kibboutz, il y a également un centre d'usinage de métal au laser.
Le kibboutz a été construit par l'architecte Hanan Hebron.

## Attaques du 7 octobre 2023
Le 7 octobre 2023, au cours de l'invasion du sud d'Israël lors de l'opération Déluge d'al-Aqsa, alors qu'a lieu un festival de musique près du kibboutz, des membres militants de l'organisation terroriste Hamas envahissent le site de la manifestation, tirent sur la foule, prennent des otages, les torturent, en décapitent certains, causant la mort de 364 personnes et faisant plus de 2 000 blessés,.
Le même jour, les terroristes du Hamas s'emparent de la base militaire de Réïm, principale base chargée des opérations militaires sur la bande de Gaza , avant d'en être délogés par une opération des forces armées israéliennes.